# Ambystoma
Ambystoma Tschudi, 1838 è un genere di anfibi caudati endemico del Nord America.

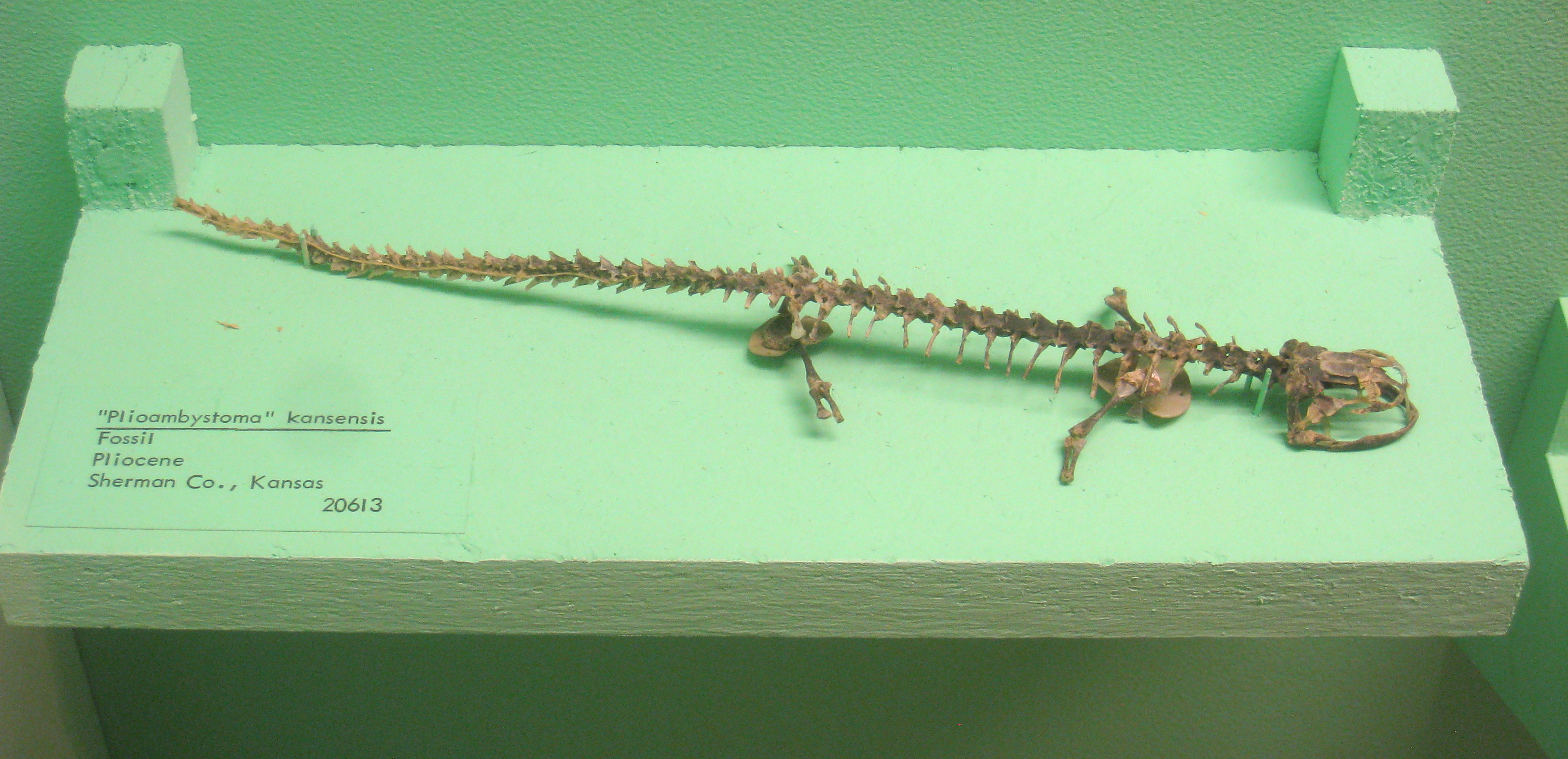
Ambystoma kansensis specie fossile

## Tassonomia
Il genere comprende le seguenti specie:
- Ambystoma altamirani Dugès, 1895
- Ambystoma amblycephalum Taylor, 1940
- Ambystoma andersoni Krebs and Brandon, 1984
- Ambystoma annulatum Cope, 1886
- Ambystoma barbouri Kraus and Petranka, 1989
- Ambystoma bishopi Goin, 1950
- Ambystoma bombypellum Taylor, 1940
- Ambystoma californiense Gray, 1853
- Ambystoma cingulatum Cope, 1868
- Ambystoma dumerilii (Dugès, 1870)
- Ambystoma flavipiperatum Dixon, 1963
- Ambystoma gracile (Baird, 1859)
- Ambystoma granulosum Taylor, 1944
- Ambystoma jeffersonianum (Green, 1827)
- Ambystoma laterale Hallowell, 1856
- Ambystoma leorae (Taylor, 1943)
- Ambystoma lermaense (Taylor, 1940)
- Ambystoma mabeei Bishop, 1928
- Ambystoma macrodactylum Baird, 1850
- Ambystoma maculatum (Shaw, 1802)
- Ambystoma mavortium Baird, 1850
- Ambystoma mexicanum (Shaw and Nodder, 1798)
- Ambystoma opacum (Gravenhorst, 1807)
- Ambystoma ordinarium Taylor, 1940
- Ambystoma rivulare (Taylor, 1940)
- Ambystoma rosaceum Taylor, 1941
- Ambystoma silvense Webb, 2004
- Ambystoma talpoideum (Holbrook, 1838)
- Ambystoma taylori Brandon, Maruska, and Rumph, 1982
- Ambystoma texanum (Matthes, 1855)
- Ambystoma tigrinum (Green, 1825)
- Ambystoma velasci (Dugès, 1888)